# ابن رزام
ابوعبدالله محمد بن رِزام طائی کوفی مشهور به ابن رِزام، فقیه مسلمان و از نخستین منتقدان شناخته‌شدهٔ اسماعیلیان بود که در بغداد در نیمه نخست قرن چهارم هجری/دهم میلادی شهرت یافت. او در حدود سال ۳۴۰ قمری/۹۵۱ میلادی، رسالهٔ اصلی خود را در نقد اسماعیلیان نگاشت که با عناوینی مانند «نقض علی الباطنیة» یا «الرد علی الإسماعیلیة» شناخته می‌شود. این اثر به‌طور کامل باقی نمانده و تنها بخش‌هایی از آن در منابع بعدی حفظ شده است. اما همین باقی‌مانده‌ها تأثیر شایانی داشتند، زیرا نوشته‌های ابن رزام پایه‌گذار سنت انتقادی شدیدی علیه اسماعیلیه گردید، سنتی که بعدها توسط چهره‌هایی چون اخو محسن پی گرفته شد. آثار این جریان، اسماعیلیه را به‌عنوان فرقه‌ای منحرف معرفی می‌کردند که هدفش نابودی اسلام از درون است و  حتی نسب علوی خلفای فاطمی را زیر سؤال بردند. این سنت انتقادی بعدها تحت عنوان «الخرافة السوداء» (افسانهٔ سیاه) شناخته شد و تأثیر گسترده‌ای بر ذهنیت‌های ضداسماعیلی گذاشت.